# 2021년 쿤두즈 모스크 폭탄 테러
2021년 쿤두즈 모스크 폭탄 테러에 관한 문서이다.
2021년 10월 8일, 아프가니스탄 쿤두즈시의 시아 고자르-에-사예드 아바드 모스크에서 ISIS-K 자살폭탄 테러가 발생했다. 50명 이상이 사망하고 100명 이상이 부상을 입었지만, 유엔 아프가니스탄 지원단의 추산에 따르면 100명 이상이 사망하고 부상을 입었다.

## 배경
2015년부터 이슬람 국가 계열 이슬람 국가가 아프가니스탄에서 공격을 감행해 왔다. 탈레반은 2021년 8월 아프가니스탄을 장악했다. 이후 ISIS-K 공격에는 카불 국제공항에서 폭탄 테러가 발생해 아프가니스탄인 169명과 미군 13명이 사망했다.